# Charles Sadron
Charles Sadron, né le 12 mars 1902 à Cluis (Indre) et mort le 5 septembre 1993 à Orléans, est un physicien français spécialisé dans les macromolécules biologiques.

## Biographie
Charles Sadron est le fils de Jacques Sadron, né à Prissac (Indre) le 26 avril 1874 et mort à Châteauroux en octobre 1957, instituteur, puis directeur de la Caisse d'assurance sociale locale.
Professeur à la Faculté des sciences de l'université de Strasbourg, repliée en septembre 1939 à Clermont-Ferrand, et engagé dans la Résistance, Charles Sadron est arrêté lors de la rafle du 25 novembre 1943 et déporté à Buchenwald en janvier 1944 puis à Dora de février 1944 à avril 1945. Lors d'une tournée à l'usine, Wernher von Braun lui propose de travailler avec lui, mais Charles Sadron refuse.
En 1945, Sadron devient titulaire de la chaire de physique générale à l'université de Strasbourg. Il crée en 1947 le Centre d’étude de physique macromoléculaire (renommé en 1954 Centre de recherche sur les macromolécules, CRM), dont il restera directeur jusqu’en 1967.
De 1961 à 1975, il est le premier titulaire de la chaire de biophysique au Muséum national d'histoire naturelle à Paris. De 1960 à 1968, il assume la présidence de l'Union rationaliste. En 1967, il prend la direction du Centre de biophysique moléculaire du tout nouveau campus CNRS d'Orléans ; en 1974, Claude Hélène, l'un de ses élèves, lui succède.
Charles Sadron est le premier lauréat du prix Holweck, décerné par la British Physical Society en 1946.
Il est enterré au cimetière de Châteauroux.

## Hommages
L’institut Charles-Sadron (ICS), né du regroupement du CRM et de l’École d’application des hauts polymères, est un laboratoire propre du CNRS (UPR22), associé à l’université de Strasbourg.
À Orléans la Source, son nom a été donné à une rue proche du Centre de biophysique moléculaire et à la salle de conférences du campus du CNRS en 1991.

## Publications
- Dynamic aspect of conformation changes in biological macromolecules, Reidel, 1973.
- De l'université aux camps de concentration : témoignages strasbourgeois, Presses universitaires de Strasbourg, 1947 : ouvrage collectif, dans lequel Sadron est l'auteur d'un chapitre (pages 177 à 231 de la 4e édition, 1996) racontant sa déportation au camp de Dora, intitulé À l'usine de Dora. Cet ouvrage est accessible sur Internet[4].